# Philoscia myrmecophila
Philoscia myrmecophila är en kräftdjursart som beskrevs av Wahrberg1922. Philoscia myrmecophila ingår i släktet Philoscia och familjen Philosciidae. Inga underarter finns listade i Catalogue of Life.